# 普什科韋
48°15′23″N 30°35′34″E / 48.25639°N 30.59278°E
普什科韋（烏克蘭語：Пушкове）是烏克蘭中部的村莊，隸屬基洛夫格勒州的霍洛瓦尼夫斯克區。該村面積2.17平方公里，海拔高度144米，2001年人口442，人口密度每平方公里203.5人。